# Георг Беднорц
Јоханес Георг Беднорц (Нојенкирхен, 16. мај 1950) је немачки физичар, који је 1987. године, добио Нобелову награду за физику „за важан пробој у открићу суперпроводности у керамичким материјалима”.

## Живот и рад
Беднорз је рођен у Нојенкирхену, Северна Рајна-Вестфалија, Немачка, од учитеља у основној школи Антона и професорке клавира Елизабет Беднорз, као најмлађе од четворо деце. Његови родитељи су били из Шлеске у централној Европи, али су били приморани да се преселе на запад због турбуленција Другог светског рата.
Као дете, његови родитељи су покушавали да га заинтересују за класичну музику, али је он био више практично склон, радије је радио на мотоциклима и аутомобилима. (Иако је као тинејџер на крају научио да свира виолину и трубу.) У средњој школи је развио интересовање за природне науке, фокусирајући се на хемију, коју је могао научити на практичан начин кроз експерименте.
Године 1968, Беднорз се уписао на Универзитет у Минстеру да студира хемију. Међутим, убрзо се осетио изгубљеним у великом броју студената и одлучио се да пређе на много мање популаран предмет кристалографије, подпоље минералогије на споју хемије и физике. Његови учитељи Волфганг Хофман и Хорст Бем су 1972. године организовали да проведе лето у ИБМ Циришкој истраживачкој лабораторији као гостујући студент. Ово искуство ће обликовати његову даљу каријеру: не само да је упознао свог каснијег сарадника К. Алекса Милера, шефа одсека за физику, већ је искусио и атмосферу креативности и слободе која се гаји у лабораторији ИБМ-а, за коју сматра да је снажан утицај на његов начин вођења научног рада.
После још једне посете 1973. године долази у Цирих 1974. на шест месеци да уради експериментални део свог дипломског рада. Овде је узгајао кристале SrTiO3, керамичког материјала који припада породици перовскита. Милер, који је и сам био заинтересован за перовските, подстакао га је да настави своја истраживања, а након што је магистрирао у Минстеру 1977. године, Беднорз је започео докторат на ЕТХ Цирих (Швајцарски федерални институт за технологију) под надзором Хајнија Гранихера и Алекса Милера. Године 1978, његова будућа супруга, Мечтилд Венемер, коју је упознао у Минстеру, пратила га је у Цирих како би започела свој докторат.
Године 1982, након што је докторирао, придружио се ИБМ лабораторији. Тамо се учествовао Милеровим текућим истраживањима суперпроводљивости. Године 1983, Беднорз и Милер су започели систематско проучавање електричних својстава керамике формиране од оксида прелазних метала, а 1986. успели су да индукују суперпроводљивост у лантан-баријум-бакарном оксиду (LaBaCuO, такође познат као LBCO). Критична температура оксида (Tc) била је 35 K, пуних 12 K више од претходног рекорда. Ово откриће је подстакло много додатних истраживања суперпроводљивости на високим температурама на купратним материјалима са структурама сличним LBCO, што је убрзо довело до открића једињења као што су BSCCO (Tc 107K) и YBCO (Tc 92K).
Године 1987, Беднорз и Милер су заједно награђени Нобеловом наградом за физику „за њихов важан пробој у открићу суправодљивости у керамичким материјалима“. Исте године Беднорз је именован за ИБМ колегу.

## Награде и почасти
- Тринаеста Меморијална награда Фриц Лондон (1987)
- Награда Дени Хајнеман са Гетингенске академије (1987)[2]
- Награда Роберт Вичард Похл (1987)[2]
- Хевлет-Пакардова еврофизичка награда (1988)[2]
- Награда Марсел Беноист (1986)
- Нобелова награда за физику (1987)
- Награда Џејмс К. Макгроди за нове материјале (1988)
- Награда Мини Розен (1988)[2]
- Награда Виктор Мортиз Голдшмидт[2]
- Ото Кланг награда (1987)
- Страни сарадник Националне академије наука (2018)
- Почасни члан Швајцарског физичког друштва од 2011